# Shinpei Takagi
Shinpei Takagi (高木 心平?, Takagi Shinpei; Seto, 22 ottobre 1985) è un attore giapponese, gemello di Manpei Takagi.

## Biografia
Ha iniziato la sua carriera all'interno del mondo dello spettacolo, assieme al fratello, lavorando per la Stardust Promotion a partire dalla metà degli anni 2000. Comincia partecipando al musical ispirato a Prince of Tennis, Tenimyu; ma si fa conoscere soprattutto per i ruoli svolti nei dorama del 2009 Mei-chan no shitsuji assieme a Hiro Mizushima e Meitantei no okite dove affianca Shōta Matsuda. Nel 2011-12 fa la parte di uno dei due gemelli "host" nella storia tratta dal manga Ouran High School Host Club.

## Filmografia

### Televisione
- 2007: Juken Sentai Gekiranger - Fake Retsu (epi 38)
- 2008: Cafe Kichijoji de
- 2009: Mei-chan no Shitsuji
- 2009: Drifting Net Cafe
- 2009: Meitantei no okite
- 2009: Ninkyō Helper
- 2010: Indigo no Yoru
- 2011: Ouran High School Host Club (serie televisiva)
- 2012: Shirato Osamu no Jikenbo
- 2012: Unofficial Sentai Akibaranger - Takuma Tsuzuki/New Akiba Red (epi 10-11)

### Doppiaggio
- Yugo in Yu-Gi-Oh! Arc-V

### Cinema
- 2007: Arena Romance
- 2012: Ouran High School Host Club (film)